# حمله سایبری خط لوله کولونیال
حمله سایبری خط لوله کولونیال (انگلیسی: Colonial Pipeline cyberattack) در ۷ مه ۲۰۲۱ صورت گرفت، زمانی که Colonial Pipeline، یک سیستم خط لوله انتقال نفت آمریکایی است که از هیوستون تگزاس منشأ می‌گیرد و مازوت را عمدتاً به جنوب شرقی ایالات متحده منتقل می‌کند، از یک حمله سایبری باج‌افزار استفاده می‌کند که تجهیزات رایانه ای مدیریت خط لوله را مجبور به خاموش شود. این حمله تمام عملیات خط لوله را متوقف کرد